# Audi Cup
 (mai 2024).
Si vous disposez d'ouvrages ou d'articles de référence ou si vous connaissez des sites web de qualité traitant du thème abordé ici, merci de compléter l'article en donnant les références utiles à sa vérifiabilité et en les liant à la section « Notes et références ».
 (mai 2024).
L'Audi Cup est un tournoi de football qui se déroule tous les deux ans en alternance avec le Trophée Franz-Beckenbauer. Le tournoi est parrainé par le constructeur automobile Audi et est organisé par l'équipe allemande Bayern Munich. L'Audi Cup se déroule pendant l'intersaison, avant la reprise de la Bundesliga. Le tournoi dure deux jours et les matches se disputent à l'Allianz Arena, le stade du Bayern Munich.

## Histoire
La première édition de l'Audi Cup a lieu en 2009 pour célébrer le centenaire du constructeur automobile Audi. Elle a lieu à la place du Trophée Franz-Beckenbauer, et le club organisateur du Bayern Munich la remporte.
La deuxième édition de l'Audi Cup se déroule en 2011 et voit la victoire du FC Barcelone. En 2013, le Bayern Munich remporte sa seconde Audi Cup en battant Manchester City en finale. En 2015, le Bayern Munich remporte sa troisième Audi Cup en battant le Real Madrid en finale. En 2017, l'Atlético Madrid la remporte face à Liverpool. En 2019, l'équipe londonienne Tottenham remporte la victoire face au Bayern Munich aux tirs au but.

## Palmarès
| Année | Vainqueur         | Score           | Finaliste         | 3e place          | Score           | 4e place      |
| ----- | ----------------- | --------------- | ----------------- | ----------------- | --------------- | ------------- |
| 2009  | Bayern Munich     | 0–0 (7–6 t.a.b) | Manchester United | Boca Juniors      | 1–1 (4–3 t.a.b) | Milan AC      |
| 2011  | FC Barcelone      | 2–0             | Bayern Munich     | Internacional     | 2–2 (2–0 t.a.b) | Milan AC      |
| 2013  | Bayern Munich     | 2–1             | Manchester City   | Milan AC          | 1–0             | São Paulo FC  |
| 2015  | Bayern Munich     | 1–0             | Real Madrid       | Tottenham Hotspur | 2-0             | Milan AC      |
| 2017  | Atletico Madrid   | 1-1 (5-4 t.a.b) | Liverpool FC      | SSC Naples        | 2-0             | Bayern Munich |
| 2019  | Tottenham Hotspur | 2-2 (6-5 t.a.b) | Bayern Munich     | Real Madrid       | 5-3             | Fenerbahçe    |

### Bilan par équipe
Le Bayern Munich, hôte de l'Audi Cup, est la seule équipe à avoir participé à toutes les éditions. Quant au FC Barcelone et à l'Atletico Madrid, ils remportent la compétition lors de leur unique participation.
| Club              | Vainqueur            | Finaliste      | Troisième place | Quatrième place      |
| ----------------- | -------------------- | -------------- | --------------- | -------------------- |
| Bayern Munich     | 3 (2009, 2013, 2015) | 2 (2011, 2019) | –               | 1 (2017)             |
| Tottenham Hotspur | 1 (2019)             | –              | 1 (2015)        | –                    |
| FC Barcelone      | 1 (2011)             | –              | –               | –                    |
| Atletico Madrid   | 1 (2017)             | –              | –               | –                    |
| Manchester United | –                    | 1 (2009)       | –               | –                    |
| Manchester City   | –                    | 1 (2013)       | –               | –                    |
| Liverpool FC      | –                    | 1 (2017)       | –               | –                    |
| Real Madrid       | –                    | 1 (2015)       | 1 (2019)        | –                    |
| Milan AC          | –                    | –              | 1 (2013)        | 3 (2009, 2011, 2015) |
| Boca Juniors      | –                    | –              | 1 (2009)        | –                    |
| Internacional     | –                    | –              | 1 (2011)        | –                    |
| SSC Napoli        | –                    | –              | 1 (2017)        | –                    |
| São Paulo FC      | –                    | –              | –               | 1 (2013)             |
| Fenerbahçe        | -                    | -              | -               | 1 (2019)             |

### Meilleurs buteurs
| Classement | Joueurs             | Club            | Buts |
| ---------- | ------------------- | --------------- | ---- |
| 1          | Thomas Müller       | Bayern Munich   | 3    |
| 1          | Thiago              | FC Barcelone    | 3    |
| 3          | Leandro Damião      | Internacional   | 2    |
| 3          | Zlatan Ibrahimović  | Milan AC        | 2    |
| 3          | Stephan El Shaarawy | Milan AC        | 2    |
| 3          | Edin Džeko          | Manchester City | 2    |
| 3          | Mario Mandžukić     | Bayern Munich   | 2    |
| 3          | Robert Lewandowski  | Bayern Munich   | 2    |